# Germán Márquez
Germán Andrés Márquez (né le 22 février 1995 à San Félix, Bolívar, Venezuela) est un lanceur droitier des Rockies du Colorado de la Ligue majeure de baseball.

## Carrière
Germán Márquez signe son premier contrat professionnel le 2 juillet 2011 avec les Rays de Tampa Bay. Il fait ses débuts professonniels dans les ligues mineures en 2012.
Le 28 janvier 2016, les Rays échangent Germán Márquez et le lanceur de relève gaucher Jake McGee aux Rockies du Colorado contre le voltigeur Corey Dickerson et le joueur de troisième but des ligues mineures Kevin Padlo.
Márquez fait ses débuts dans le baseball majeur avec Colorado le 8 septembre 2016.
En 2017, le lanceur Jon Gray étant blessé en début de saison, Márquez intègre la rotation de lanceurs partants des Rockies.